# Paul Bostaph

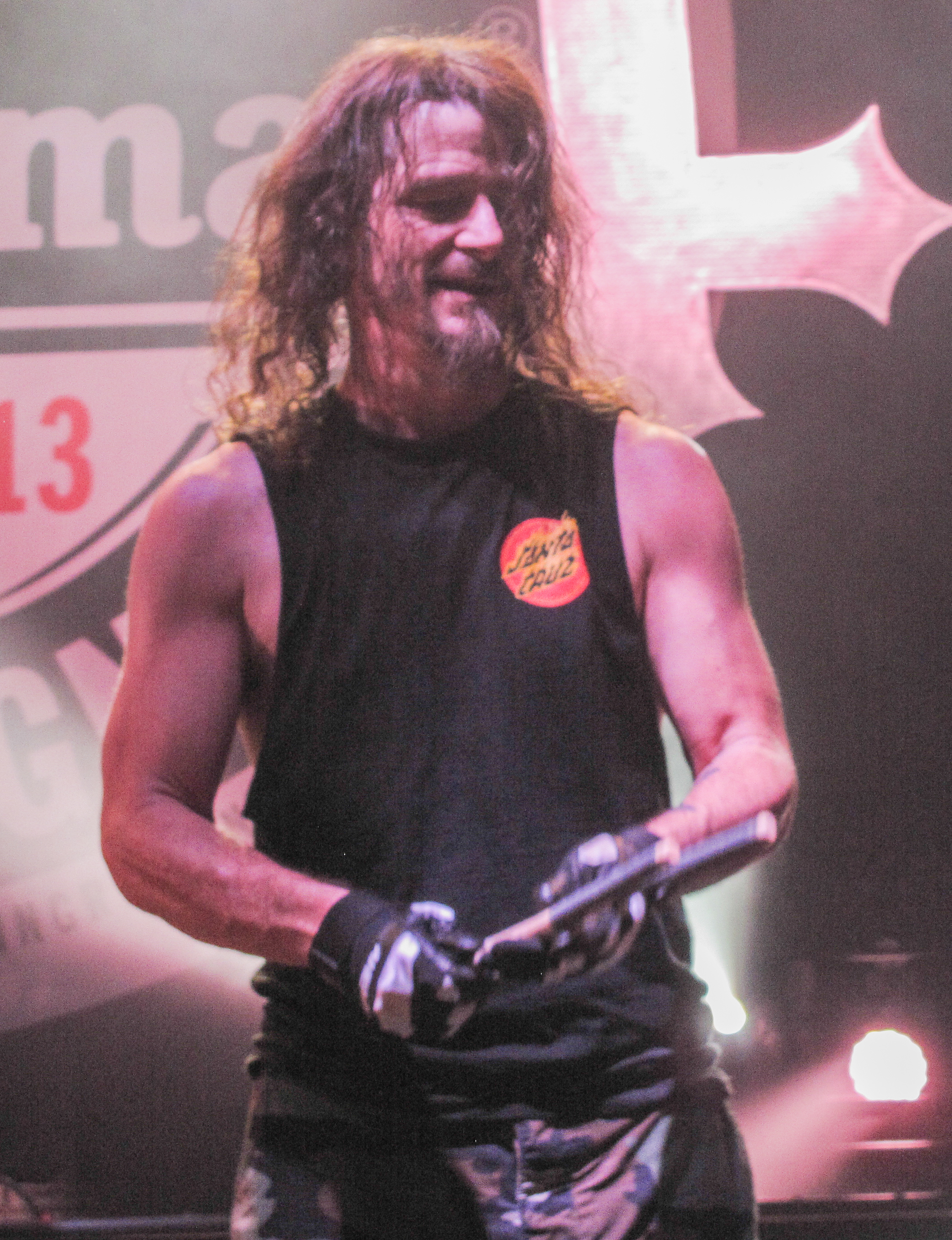
Paul Bostaph (2013)

Paul Steven Bostaph (* 6. März 1964 in San Francisco, Kalifornien) ist ein US-amerikanischer Schlagzeuger. Er spielte in den Bands Slayer, Testament, Forbidden und Exodus.

## Werdegang
Bostaph war 1985 eines der Gründungsmitglieder der Band Forbidden Evil. Nachdem die Band einen Plattenvertrag unterschrieben hatte, kürzte die Band auf Anraten ihrer Managerin ihren Namen auf Forbidden. Bostaph spielte auf den ersten beiden Alben Forbidden Evil und Twisted into Form. Als die Band ihren Vertrag verloren hatte und die Suche nach einem neuen Partner länger dauerte, wechselte Bostaph 1992 zu Slayer und wurde Nachfolger von Dave Lombardo. Zwischenzeitlich half er der Band Testament bei einer Tournee aus. Mit Slayer nahm Bostaph die Alben Divine Intervention und das Coveralbum Undisputed Attitude auf. Ende 1996 verließ Bostaph Slayer, um sich auf sein Soloprojekt The Truth About Seafood zu konzentrieren. Dieses Projekt blieb jedoch ohne Veröffentlichung.
Ende 1997 kehrte Bostaph zu Slayer zurück, nachdem sein dortiger Nachfolger Jon Dette von der Band gefeuert worden war. Mit Slayer nahm Bostaph zwei weitere Alben, Diabolus in Musica und God Hates Us All, auf, bevor er 2002 seinen Stuhl wieder für Dave Lombardo räumte. Im Frühjahr 2005 schloss er sich der Band Exodus an und übernahm vorübergehend den Posten von Tom Hunting, der sich aus gesundheitlichen Gründen eine Auszeit nahm. Bostaph ist auf dem Exodus-Album Shovel Headed Kill Machine zu hören. Nach Huntings Rückkehr schob Bostaph die Wiedervereinigung seiner ersten Band Forbidden an. Dort wurde er aber inzwischen durch Mark Hernandez ersetzt, da Bostaph durch seinen Einstieg bei Testament im Herbst 2007 terminlich zu stark eingeschränkt war. Nachdem Dave Lombardo Slayer erneut verlassen musste, übernahm Bostaph dort wieder das Schlagzeug. 2019 lösten sich Slayer auf.

## Diskographie

### Mit Forbidden
- 1988: Forbidden Evil
- 1990: Twisted into Form

### Mit Slayer
- 1994: Divine Intervention
- 1996: Undisputed Attitude
- 1998. Diabolus in Musica
- 2001: God Hates Us All
- 2015: Repentless

### Mit Exodus
- 2005: Shovel Headed Kill Machine

### Mit Testament
- 2008: The Formation of Damnation